# New York Dolls
New York Dolls er en amerikansk rockgruppe, der blev dannet i begyndelsen af 1970'erne. Bandet var aktivt i fem år, men fik ikke nogen større succes før de blev opløst. I 2004 blev gruppen gendannet og de udgav en plade i 2006.
På trods af den manglende kommercielle succes under gruppens levetid, ses The New York Dolls ofte som forgængere til både punken og den senere glam metal. Flere punkbands og metalbands har nævnt The New York Dolls som inspiration, herunder artister som Sex Pistols, Hanoi Rocks, Mötley Crüe, Guns N' Roses, Billy Idol og Morrissey.
The New York Dolls kombinerede rå rockmusik á la Rolling Stones med rå pre-punk-attitude som de samtidige MC5, Ramones og Iggy Pop, ligesom bandet gik i excentriske kostymer og med kraftig sminke som glamrockerne Marc Bolan og David Bowie. 

## Biografi
Sylvain Sylvain og trommeslageren Billy Murcia, der havde gået i skole sammen, begyndte i 1967 at spille i bandet "The Pox". Efter dette band gik i opløsning, dannede de igen et band, hvor de tog Johnny Thunders med på bas, men Sylvain lærte ham hurtigt at spille guitar. De kaldte bandet Dolls. Sylvain forlod bandet og tog til London og Murcia mistede også interessen for bandet. Thunders kom herefter med i et band med Arthur Kane og Rick Rivets. Thunders fik Murcia ind i bandet, der fik navnet "Actress". Senere som David Johansen med. Da Sylvain vendte tilbage fra Europa røg Rick Rivets ud af bandet. 
Bandet fik en manager og fik kort efter mulighed for at spille opvarmning for Rod Stewart ved en koncert i London. Under en kort efterfølgende turne i England i 1972 døde Murcia af en overdosis.
Efter at være vendt tilbage til New York kom Jerry Nolan med i gruppen på trommer og bandet gik i gang med indspilningerne til deres debutalbum, New York Dolls, som Mercury Records havde skrevet kontrakt på. Albummet blev produceret af Todd Rundgren, der dog senere i et interview fortalte, at han stort set ikke havde noget at gøre med indspilningen, da bandets medlemmer konstant diskuterede, hvordan pladen skulle mikses. Albummet solgte dårlig, særlig i det amerikanske mainstreammarked. Publikum var delte, og gruppen blev i 1973 af læserne af bladet Creem på en gang stemt ind som årets bedste nye gruppe og som årets værste gruppe. Efter det andet album, Too Much Too Soon, også blev en kommerciel fiasko, droppede Mercury bandet. 
Uden pladekontrakt og med interne konflikter i bandet, der havde et større forbrug af diverse stoffer, forlod Thunders gruppen, der gik i semi-opløsning. I de sidste måneders levetid var de under management af Malcolm McLaren, der tilrettelagde en række koncerter med bl.a. bandet Television med Tom Verlaine og Richard Hell. Bandet havde en succesfuld optræden på Beacon Theater nytårsaften 1975.

## Gendannelse
Efter at bandet gik i opløsning ændredes musiksmagen sig bl.a. som følge af punkens store succes i slutningen af 1970'erne og begyndelsen af 1980'erne. Den britiske musiker og sanger Morrissey, der havde været formand for den britiske fanklub for New York Dolls i 70'erne, fik overtalt de overlevende medlemmer af det "klassiske" New York Dolls (Johansen, Sylvain og Kane (Thunders var død i 1991, angiveligt af en overdosis)) til at gendanne bandet i 2004 til en optræden på Meltdown Festival i London den 16. juni 2004. Gendannelsen førte til udgivelse af et livealbum og en DVD på Morrisseys pladeselskab Attack samt en dokumentarfilm om Arthur Kanes liv. Planerne for gendannelsen blev dog ændret, da Kane kort efter døde pludselig som følge af leukæmi måneden efter den 13. juli 2004. På trods af Kanes død fortsatte bandet dog med at give koncerter og de optrådte på Little Stevens Underground Garage Festival den 14. august 2004 i New York City før de tog tilbage til Storbritannien, hvor de spillede på en række festivaler i resten af 2004. 
I de følgende år turnerede bandet og indspillede en række album. De blev endeligt opløst i 2011. 
Sylvain Sylvain døde i januar 2020. 

## Diskografi[1]

### Demoalbum
- Actress – "Birth of the New York Dolls" (1972)
- Endless Party (1973)
- Lipstick Killers – The Mercer Street Sessions 1972 (1981)
- Seven Day Weekend (1992)
- Private World - The Complete Early Studio Demos 1972–1973 (2006)

### Studiealbum
- New York Dolls (1973)
- Too Much Too Soon (1974)
- One Day It Will Please Us to Remember Even This (2006)
- Cause I Sez So (2009)
- Dancing Backward in High Heels (2011)

### Livealbum
- Red Patent Leather (1984)
- Paris Le Trash (1993)
- Live In Concert, Paris 1974 (1998)
- From Paris With Love (L.U.V.) (2002)
- Morrissey Presents: The Return Of New York Dolls Live From Royal Festival Hall (2004)
- Live At the Filmore East (2008)
- "Viva Le Trash '74" (2009)

## Eksterne links
- Wikimedia Commons har flere filer relateret til New York Dolls
- Officiel hjemmeside Arkiveret 3. marts 2011 hos  Wayback Machine
- New York Dolls på allmusic.com